# Günter Schwarz (Politiker, 1950)

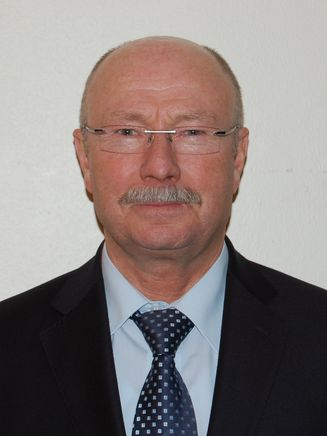
Günter Schwarz (2011)

Günter Schwarz (* 1950) ist ein deutscher Kommunalpolitiker (SPD) und war bis zum 9. Oktober 2013 hauptamtlicher Bürgermeister der Gemeinde Seevetal.

## Leben
Vor dem Amt des Seevetaler Gemeindebürgermeisters war Schwarz Beamter der Freien und Hansestadt Hamburg. Er agierte als Leiter des Ortsamtes Fuhlsbüttel und war für die Hamburger Stadtteile Fuhlsbüttel, Langenhorn, Ohlsdorf und Klein Borstel zuständig. Gleichzeitig übernahm Günter Schwarz zwölf Jahre ehrenamtlich die Funktion des Ortsbürgermeisters der Gemeindeteile Meckelfeld und Klein-Moor.
Er ist 1. Vorsitzender des Präventionsrates Seevetal e.V.

## Gemeindebürgermeister
Günter Schwarz wurde am 2. Oktober 2005 zum hauptamtlichen Bürgermeister der Gemeinde Seevetal gewählt. Zu seinen Aufgaben zählten die Führung der Verwaltung, die Repräsentation der Gemeinde nach außen und die gemeinsame Gestaltung der Gemeinde mit den kommunalpolitisch Handelnden. Er nahm als Bürgermeister an den Sitzungen des Gemeinderats und des Verwaltungsausschusses (VA) teil.
Am 9. Oktober 2013 übergab er seine Amtsgeschäfte der neu gewählten Bürgermeisterin Martina Oertzen (CDU).